# Per l'Estabilitat!
Per l'Estabilitat! (en letó: Stabilitātei!; ST!) és un partit polític centrista letó que defensa els drets de la minoria russa fundat al 2021.

## Història
El grup Per l'Estabilitat - Sí (Stabilitātei - Jā!) es va fundar a l'hivern del 2021 per dos exregidors de Riga elegits pel Partit Socialdemòcrata «Harmonia», Aleksejs Rosļikovs i Valērijs Petrovs. El partit es va crear oficialment el 26 de febrer de 2021 amb 647 membres. Els líders del grup van emfatitzar que construirien un partit polític lliure de patrocinadors, que contribuiria a l'estabilització de l'estat com a tasca principal.
El partit es va presentar a les eleccions parlamentàries letones de 2022. Va nomenar Aleksejs Rosļikovs com a candidat a primer ministre. Entre d'altres, estava a favor de sortir de la Unió Europea, aconseguir la sobirania econòmica i la independència energètica, eleccions presidencials directes, reduir el nombre de diputats i el vot per majoria absoluta. Els postulats del partit també incloïen una revisió de la política fiscal, inclosa una reducció de l'IVA sobre els aliments i els medicaments. Pel que fa a les escoles, el partit es va pronunciar a favor del dret a l'educació en rus. El líder de la llista electoral, Rosļikovs, va qualificar el partit de centrista, mentre que els analistes polítics i els periodistes assenyalen el seu perfil populista. Finalment, a les eleccions van aconseguir representació amb 11 diputats, substituint l'espai que fins llavors mantenia la LKS o Harmonia.

## Resultats electorals

### Eleccions legislatives
| Any  | Líder              | Resultats | Resultats | Resultats | Resultats | Resultats | Pos. | Govern   |
| Any  | Líder              | Vots      | %         | ±         | Escons    | +/–       | Pos. | Govern   |
| ---- | ------------------ | --------- | --------- | --------- | --------- | --------- | ---- | -------- |
| 2022 | Aleksejs Rosļikovs | 62,168    | 6.88      | Nou       | 11 / 100  | Nou       | 5è   | Oposició |

### Parlament Europeu
| Any  | Líder         | Vots   | %          | Escons | +/– | Grup |
| ---- | ------------- | ------ | ---------- | ------ | --- | ---- |
| 2024 | Ņikita Piņins | 10,307 | 2.00 (#11) | 0 / 9  | Nou | –    |